# Tony Harnell
Antony "Tony" Harnell (San Diego, California; 18 de septiembre de 1962) es un cantante estadounidense, más conocido por su trabajo con las bandas TNT y Skid Row. También es compositor y productor, además de haber grabado algunos discos como solista.

## Discografía

### Solo
- Tony Harnell & Morning Wood Morning Wood (1994)
- Cinematic (2008)
- Tony Harnell & The Mercury Train Round Trip (2010)
- "Take What You're Giving" (2011)

### Starbreaker
- Stabreaker (2005)
- Love's Dying Wish (2008)

### TNT
- Knights of the New Thunder (Eur, Jap 1984), (U.S. 1985)
- Tell No Tales (1987)
- Intuition (1989)
- Forever Shine On (1989)
- Realized Fantasies (1992)
- Three Nights in Tokyo (Live) (1992)
- Till Next Time – The Best of TNT (Best of) (1995)
- Firefly (1997)
- Transistor (1999)
- The Big Bang – The Essential Collection (2003)
- Give Me A Sign (2003)
- My Religion (2004)
- All the Way to the Sun (2005)
- Live in Madrid - CD + DVD (2006)

### Skid Row
- 18 and Life (2015) -- sencillo